# Beyries
Beyries is een gemeente in het Franse departement Landes (regio Nouvelle-Aquitaine) en telt 102 inwoners (2009). De plaats maakt deel uit van het arrondissement Dax.

## Geografie
De oppervlakte van Beyries bedraagt 4,3 km², de bevolkingsdichtheid is dus 23,7 inwoners per km².
De onderstaande kaart toont de ligging van Beyries met de belangrijkste infrastructuur en aangrenzende gemeenten.

## Demografie
Onderstaande figuur toont het verloop van het inwonertal (bron: INSEE-tellingen).